# Вардания, Индира Владимировна
Индира Владимировна Вардания (абх. Индира Владимир-иҧҳа Аҩардан; род. 4 ноября 1962, Гудаута, Абхазская ССР) — абхазский политический и государственный деятель; с 2011 по 2014 годы — первый вице-премьер правительства Абхазии; ранее с 2005 по 2011 годы — министр образования Абхазии.

## Биография
Родилась 4 ноября 1962 года в городе Гудаута Абхазской АССР.
Окончила Гудаутскую среднюю школу. Работала в к/з «Апсны» с. Абгархук
В 1979 году поступила в Высшую комсомольскую школу при ЦК ВЛКСМ на факультет истории и коммунистического воспитания, который закончила в 1983 году по специальности преподаватель истории и обществоведения.
С 1993 по 1995 годы трудилась государственным советником Совета Министров Абхазии.
С 1995 по 2002 годы назначена референтом, а затем старшим референтом Кабинета Министров Республики Абхазия.
С 2002 по 2005 годы работала начальником отдела госбюджетных гуманитарных организаций Кабинета Министров Республики Абхазия (наука, образование, культура, социальная защита, здравоохранение).
10 марта 2005 года назначена министром образования Абхазии. 25 февраля 2010 года, при формировании нового кабинета министров, утверждена в своей должности.
10 октября 2011 года указом президента Абхазии Александра Анкваб назначена на должность первого вице-премьера, а 3 июня 2014 года освобождена от должности исполняющим обязанности президента Абхазии Валерием Бганба.